# Зимунай (посёлок)
Посёлок Зимунай (кит. упр. 吉木乃镇, пиньинь Jímùnǎi zhèn) — посёлок в составе уезда Зимунай округа Алтай Синьцзян-Уйгурского автономного района КНР.

## Географическое положение
Посёлок расположен в западной части уезда, на границе с Казахстаном, напротив казахского Майкапчагая.

## История
После образования в 1930 году уезда Зимунай здесь разместилось его правление. В апреле 1962 года административный центр уезда переместился в Топтерек, а эти земли вошли в состав волости Чалчикай (恰勒什海乡).
В сентябре 1997 года посёлок Зимунай был выделен из волости Чалчикай в отдельную административную единицу.

## Административное деление
Посёлок Зимунай состоит из пяти деревень:
- Белэажэкэ (别勒阿热克村)
- Сяэрхэте (夏尔合特村)
- Саэръулин (萨尔乌楞村)
- Топань (托盘村)
- Кэсюньлэадээр (克孜勒阿德尔村)

## Население
В 2007 году в посёлке Зимунай насчитывалось 506 хозяйств, в которых проживало 2642 человека. 98 % населения посёлка составляли казахи, помимо них также проживают китайцы, уйгуры, хуэйцзу и монголы.